# Existencia (The X-Files)
«Existence» es el vigésimo primer episodio y el episodio final de la octava temporada de la serie de televisión de ciencia ficción The X-Files y el episodio 182 en general. El episodio se estrenó por primera vez en Fox en los Estados Unidos el 20 de mayo de 2001. Fue escrito por el productor ejecutivo Chris Carter y dirigido por Kim Manners. «Existence» obtuvo una calificación Nielsen de 8,4 y fue visto por 8,58 millones de hogares y 14 millones de espectadores, en total. El episodio recibió críticas en gran parte positivas de los críticos de televisión.
El programa se centra en los agentes especiales del FBI John Doggett (Robert Patrick) y Dana Scully (Gillian Anderson), así como en el exagente del FBI Fox Mulder (David Duchovny), quienes trabajan en casos relacionados con lo paranormal, llamados expedientes X. En este episodio, continuando con el episodio anterior, «Essence», se presenta un nuevo tipo de extraterrestre, los supersoldados programados para destruir cualquier rastro de participación extraterrestre en la Tierra. Mulder, Doggett, Walter Skinner (Mitch Pileggi) y Alex Krycek (Nicholas Lea) ayudan a Scully a escapar de Billy Miles con la agente especial Monica Reyes (Annabeth Gish) a un pueblo remoto. Poco después, Skinner mata a Krycek y Scully da a luz a un bebé aparentemente normal con los supersoldados extraterrestres rodeándola. Sin explicación, los extraterrestres abandonan el área cuando llega Mulder.
«Existence», junto con los episodios anteriores de la octava temporada que comienzan con «Per Manum», presentan el arco de la historia que gira en torno a los «supersoldados», que continuó a lo largo de la novena temporada. El episodio fue el último en incluir el personaje de David Duchovny hasta el final de la serie el año siguiente. Como tal, la última escena con Doggett y Reyes en la oficina de Kersh pretendía mostrar los «Nuevos X-Files» sin Duchovny.

## Argumento
Una caja de metal que contiene los restos de Billy Miles se lleva a un forense. El forense lo examina y nota lo que parece ser una vértebra de metal. Después de que sale de la habitación, la vértebra de metal comienza a girar, creciendo hasta convertirse en lo que parece ser el comienzo de una columna vertebral metálica.
En la oficina del subdirector Walter Skinner, un video de vigilancia muestra a Billy Miles saliendo de la morgue sano y salvo. Interrogado por Skinner y los agentes Mulder y Doggett, Alex Krycek (Nicholas Lea) revela que Miles es un «nuevo tipo de agente de reemplazo extraterrestre» y que hay otros como él. Doggett es llamado a salir de la oficina en nombre de su fuente Knowle Rohrer, quien afirma que Miles es parte de un proyecto militar secreto para crear «supersoldados» y que a Scully le pusieron un chip en la nuca durante su abducción para hacer que ella quede embarazada de la primera versión orgánica de un supersoldado.
De repente, Miles aparece en la sede del FBI. Al sentir esto, Krycek intenta escapar con Skinner persiguiéndolo. Miles aparece detrás de ellos. Krycek y Skinner logran escapar en un ascensor, pero la mano de Miles atraviesa la puerta del ascensor, hiriendo a Skinner y dejándolo inconsciente. En el hospital, Doggett relata las afirmaciones de Rohrer a Mulder, quien rechaza la historia. Los dos agentes se propusieron averiguar qué tan confiable es realmente Rohrer. Mientras observan el garaje del FBI, ven a Krycek y Rohrer llegando en un automóvil. Doggett persigue a Rohrer de forma encubierta y lo ve reunirse con el agente Crane del FBI. Después de enterarse de esto, Mulder cree que Crane le dio acceso a Krycek al FBI. De repente, Krycek atraviesa la ventana del auto y aplasta el teléfono de Mulder. Krycek amenaza a Mulder con un arma, pero Skinner lo desarma y finalmente lo mata a tiros. Doggett se enfrenta a Rohrer y Crane, pero termina siendo perseguido por los dos. La persecución termina violentamente con Crane siendo atropellado y Rohrer estrellando su auto contra la pared del garaje, ardiendo en llamas. Se presume que ambos hombres están muertos, pero luego desaparecen.
Mientras tanto, Dana Scully (Gillian Anderson) y Mónica Reyes han llegado a una ciudad abandonada en Georgia para esconder a Scully y su hijo por nacer. Son detectados por una mujer policía, que accede a llevarles provisiones para el parto. Por la noche, Miles ataca el escondite, pero la mujer le dispara. Scully se pone de parto, mientras Miles revivido y otros supersoldados extraterrestres rodean la casa. La mujer, que se revela como otro supersoldado, exclama: «¡Este bebé nacerá!» Monica Reyes ayuda a Scully a dar a luz a un bebé aparentemente normal, y los supersoldados presencian el nacimiento con una mirada fría. Sin explicación, los extraterrestres abandonan el área cuando llega Mulder.
En la sede del FBI, Doggett y Reyes informan al subdirector enfurecido Alvin Kersh. Doggett responde informando a Kersh que está bajo investigación después de una reunión nocturna entre él, Rohrer y Crane. Mulder lleva a Scully y a su bebé de vuelta a su apartamento. Después de maravillarse con el bebé y discutir los eventos recientes, los dos comparten un largo y apasionado beso.

## Producción

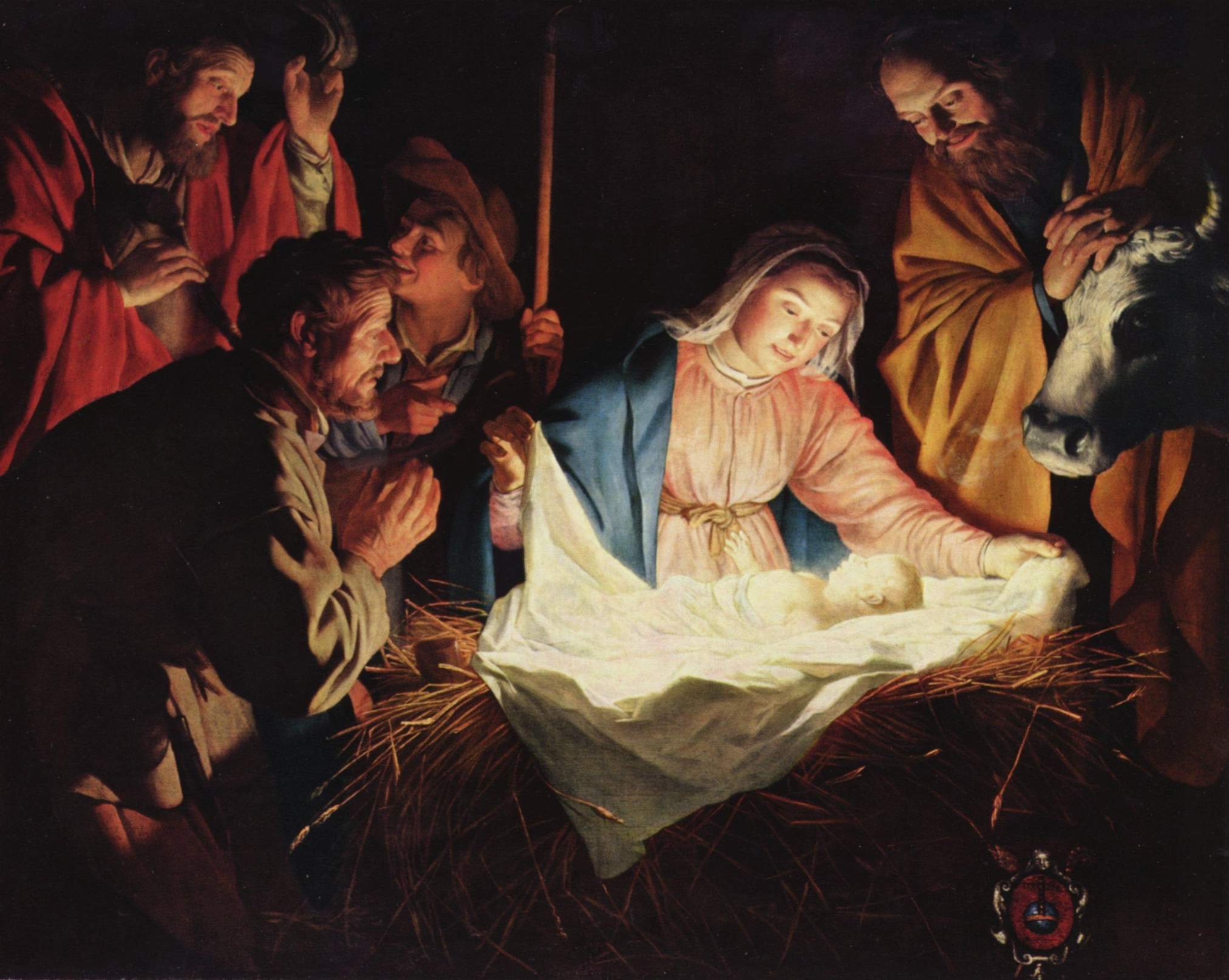
El nacimiento de William hace varias alusiones al nacimiento de Jesucristo.

### Escritura y reparto
«Existence» se escribió durante la filmación, lo que llevó a Kim Manners, el director del episodio, a ayudar con el guion. Por eso, varias de las escenas de acción, como la pelea en la sede del FBI, fueron idea de Manners. Según Manners, la última escena con Doggett y Reyes en la oficina de Kersh fue el «nacimiento» de los «Nuevos X-Files» sin David Duchovny como protagonista. De aquí en adelante, Mónica Reyes se convirtió en un personaje principal del programa. Denise Crosby, una actriz del elenco habitual de Star Trek: The Next Generation aparece brevemente como la ginecóloga de Scully. El episodio presenta la última aparición de Nicholas Lea, sin contar el final de la serie. Según se informa, Lea se había cansado del papel y estaba cada vez más cansado de la naturaleza ambigua del personaje. Cuando Lea se enteró de que su personaje iba a ser asesinado en «Existence», al parecer le dio la bienvenida a la noticia. La noche en que se emitió el episodio, Lea escribió en su sitio web personal: «Sentí que [Krycek] no estaba recibiendo una buena sacudida de todos modos. [...] Quería ideas más profundas sobre el personaje y nunca sucedió. De alguna manera dejó de ser divertido de interpretar».
La escena final del episodio con Mulder y Scully besándose casi no se filmó. Inicialmente, el guion requería que Mulder besara la frente de Scully. Tanto Duchovny como Manners argumentaron que la escena era «mundana» y que «habían estado bromeando y haciendo ese toro durante tanto tiempo» que querían «un beso de verdad en este momento». Durante el nacimiento del hijo de Scully, se hacen varias alusiones a la historia del nacimiento de Jesús, incluido Mulder siguiendo una estrella para encontrar a Scully y los pistoleros solitarios trayendo regalos para el bebé, al igual que los Tres Reyes Magos. El hijo de Scully fue interpretado por Jerry Shiban, quien es el hijo de John Shiban, un productor que trabajó en The X-Files así como en The Lone Gunmen. Fue el primero de siete bebés en representar al personaje y el único en interpretar a William en un solo episodio.

### Efectos y rodaje

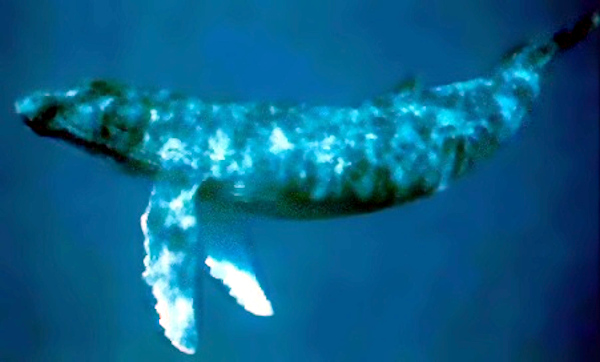
Chris Carter incluyó una escena con llamadas de ballenas después de escuchar un álbum de Paul Winter.

El episodio presentó varias escenas CGI elaboradas. La primera escena con las vértebras fue completamente generada por computadora por el jefe de efectos visuales John Wash.
Según el director Kim Manners, la escena más difícil de rodar fue en el ascensor con Mitch Pileggi y Nicholas Lea. Por el contrario, la escena favorita de Manners era aquella en la que Skinner mata a Krycek. El propio Manners propuso la singularidad de la toma, que presenta una bala CGI que atraviesa directamente la cabeza de Krycek. Se presupuestó dinero extra para la muerte de Krycek. Mitch Pileggi estaba muy feliz cuando le dijeron que mataría a Krycek; explicó, «cuando vinieron a mí y me dijeron que yo era el que iba a matar a Krycek, estaba eufórico. No porque quisiera que Nick se fuera o algo así, era solo desde el punto de vista del personaje; Skinner solo quería matar a Krycek con tantas ganas». Manners más tarde la llamó una de sus «escenas favoritas [que había] dirigido» y una de las «mejores escenas [que ha] visto en mucho tiempo en televisión».
La escena del automóvil con Gillian Anderson y Annabeth Gish fue filmada en Kanan Road, Malibú. Anderson y Gish se sentaron en lo que se conoce como un auto de inserción, mientras que el equipo se sentó en una camioneta frente a ellos. La escena del nacimiento fue filmada en Paramount Ranch. Gish nunca había filmado con armas antes de unirse a The X-Files, por lo que los productores contrataron a un oficial retirado del Departamento de Policía de Los Ángeles para que le enseñara más sobre armas de fuego. También hizo algunas prácticas de tiro antes de regresar al set. Las escenas del estacionamiento del FBI se rodaron en Century City y tardaron un total de cuatro días en terminarse.
El episodio también contiene una escena en la que Reyes le da una serenata a Scully imitando los cantos de las ballenas. Gish señaló más tarde que «[el creador de la serie Chris Carter] me dio una cinta de canciones de ballenas, que estaba histérica de reproducir en mi tráiler». Carter se inspiró para escribir la escena después de que un amigo le diera un álbum de Paul Winter que incorporaba sonidos de ballenas en la música. Carter explicó más tarde que, «Simplemente pensé que era muy parecido al carácter [de Reyes] apreciar eso».

## Recepción

### Audiencia
«Existence» se estrenó el 20 de mayo de 2001 en Estados Unidos por Fox. El episodio obtuvo una calificación Nielsen de 8,4, lo que significa que fue visto por el 8,4% de los hogares estimados de la nación. El episodio fue visto por 8,58 millones de hogares  y por 14 millones de espectadores en general. Fox promocionó el episodio con el lema «¿Será el principio el final?». El episodio más tarde se incluyó en The X-Files Mythology, Volume 4 - Super Soldiers, una colección de DVD que contiene entregas relacionadas con la saga de los supersoldados extraterrestres.

### Reseñas
«Existence» recibió críticas en su mayoría positivas de los críticos. Zack Handlen de The A.V. Club otorgó al episodio una «B». Si bien ofreció una opinión positiva con respecto al final en su conjunto, sintió que «Existence» se arrastró más que «Essence», lo que resultó en un episodio menos interesante. También sintió que la mitología general de la serie se había vuelto demasiado complicada hace mucho tiempo para tener sentido, pero que «las piezas humanas del programa aún funcionan, y eso incluye a Doggett». Los columnistas de Contra Costa Times, George Avalos y Michael Liedtke, estaban satisfechos con el episodio y señalaron que la última escena estaba «bellamente escrita». Avalos y Liedtke también reaccionaron positivamente a la muerte de Alex Krycek a manos de Skinner, diciendo que fue la mejor escena del episodio. A pesar de sus elogios, sin embargo, enfatizaron que «Existence» no fue tan emocionante como el episodio anterior, «Essence», o el largometraje de 1998 The X-Files. Jessica Morgan de Television Without Pity le dio al episodio una calificación de A, y señaló que «el final de la octava temporada termina con un gran beso jugoso entre Mulder y Scully, por fin». Gareth Wigmore de TV Zone fue positivo tanto con «Essence» como con «Existence». Wigmore le dio a los episodios una calificación de 9 sobre 10 y escribió «la razón por la que esta obra de dos partes funciona es que su trama es lo suficientemente simple como para que la audiencia todavía la pueda controlar».
No todas las críticas fueron positivas. Robert Shearman y Lars Pearson, en su libro Wanting to Believe: A Critical Guide to The X-Files, Millennium & The Lone Gunmen, le dieron al episodio dos estrellas y media de cinco. Paula Vitaris de Cinefantastique le dio al episodio una crítica feroz y no le otorgó ninguna estrella de cuatro. Ella se burló mucho de la trama y escribió: «Así termina la era de Mulder y Scully de The X-Files, ¡y qué montón de mierda santurrona resultó ser!».